# 自然に基づく解決策
自然に基づく解決策（Nature-based Solutions, NbS）とは、社会課題に効果的かつ順応的に対処し、人間の幸福および生物多様性による恩恵を同時にもたらす、自然及び人為的に改変された生態系の保護、持続可能な管理、回復のため行動を指す概念である。自然に基づく解決策は、気候変動や生物多様性の喪失などの環境問題に対するさまざまなアプローチの総称として使用される。

## 定義
自然に基づく解決策の定義は、様々な組織や文献で異なる場合があるが、国際自然保護連合（IUCN）は、以下のように定義している。
自然に基づく解決策とは、社会課題（気候変動を含む）に効果的かつ順応的に対処し、人間の幸福および生物多様性による恩恵を同時にもたらす、自然及び人為的に改変された生態系の保護、持続可能な管理、回復のため行動を指す。
IUCNはまた、自然に基づく解決策を実施する際の世界標準を2020年7月に発表した。この標準は、以下の4つの基準とそれぞれの指標から構成される。
- 基準1：NbSは効果的に社会課題に取り組む
- 基準2：NbSのデザインは規模によって方向付けられる
- 基準3：NbSは、生物多様性、および、生態系の健全性に純便益をもたらす
- 基準4：NbSは経済的に実行可能である

## 例
自然に基づく解決策の例としては、以下のようなものがある。
- 砂漠の中で持続可能な都市と湿地の未来について考えるドバイ
- 産業が衰退したイングランドの町トッドモーデンで食べることや野菜や果樹を鍵にしたコミュニティー再生活動
- 生態系を基盤とした防災・減災アプローチ

## 課題
自然に基づく解決策は、自然の価値や役割を認識し、人間と自然の相互依存関係を強化することで、社会的・経済的・環境的な恒久的な利益をもたらす可能性がある。しかし、自然に基づく解決策は、化石燃料の排出削減や自然保護の代替手段としてではなく、補完的な手段として考える必要がある。また、自然に基づく解決策が土地収奪や金融商品化やグリーンウォッシュなどの問題を引き起こさないように注意する必要がある。
例えば、大手石油会社のシェルは、「自然に基づく解決策」 の大幅拡大を目指しており、「ブラジルとほぼ同じ面積」の土地で植林するとしている。ネスレ社は、「プロジェクト・レリーフ (Project RELeaf)」 に 400 万スイスフランを投じ、2023 年までにマレーシアで 300 万本の植林を行うと発表した。イタリアの化石燃料大手のエニ社は、石油とガスを2025年までに年率3.5%で増産する計画であり、その上で、2050 年までに年間 3,000 万トンを一次林と二次林の保全事業でオフセットすることにより、同年までにカーボンフットプリントを 80%削減すると主張している。これらの企業は、自然に基づく解決策を利用して、自らの化石燃料由来の排出量増加や環境破壊を隠ぺいしようとしていると批判されている。